# Colosimi
Colosimi ist eine italienische Gemeinde mit 1111 Einwohnern (Stand 31. Dezember 2023) in der Provinz Cosenza in Kalabrien.

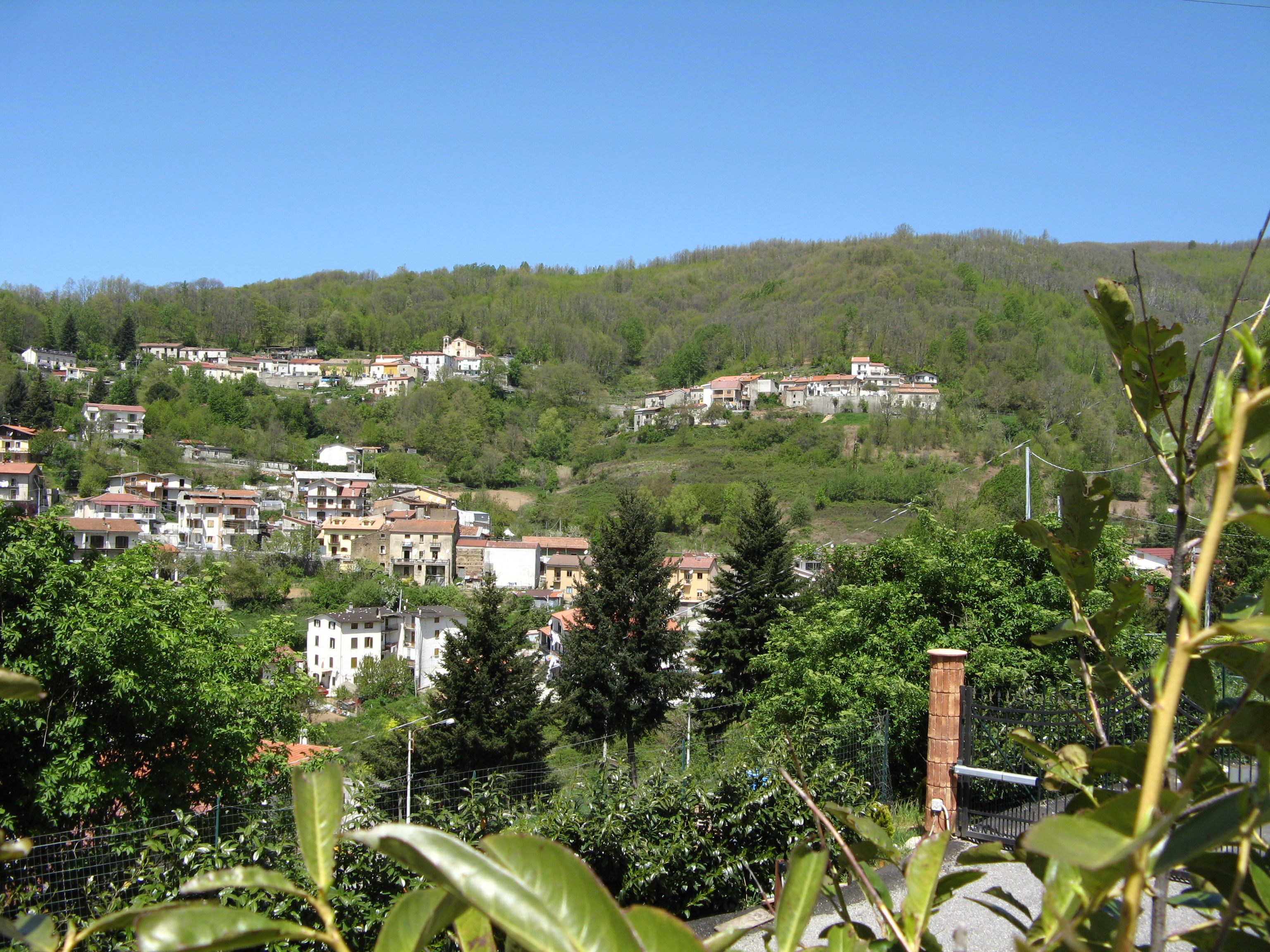
Panorama

Das Gebiet der Gemeinde liegt auf einer Höhe von 850 m über dem Meeresspiegel und umfasst eine Fläche von 24 km². Colosimi liegt etwa 49 km südöstlich von Cosenza. Die Nachbargemeinden sind Bianchi, Carpanzano, Marzi, Parenti, Pedivigliano, Scigliano, Sorbo San Basile (CZ), Soveria Mannelli (CZ) und Taverna (CZ). Die Ortsteile (Fraktionen) sind Arcuri, Carrano, Coraci, Gigliotti, Manche, Mascari, Melilla, Rizzuti, Trearie und Volponi. Colosimi hat einen Bahnhof an der Bahnstrecke Cosenza–Catanzaro.
Der Ort entstand im 17. Jahrhundert.